# Heading for Tomorrow
Heading for tomorrow is het eerste album van Gamma Ray, opgericht door gitarist Kai Hansen. Hansen had in 1988 de door hem opgericht band Helloween verlaten. De stijl van dit debuutalbum leek begrijpelijkerwijs veel op dat van Helloween.

## Tracklist
1. Welcome (1:00)
2. Lust for life (Kai Hansen) (5:01)
3. Heaven can wait (Kai Hansen) (4:23)
4. Space eater (Kai Hansen) (4:34)
5. Money (Kai Hansen) (3:40)
6. The silence (Kai Hansen) (6:20)
7. Hold your ground (Kai Hansen) (4:48)
8. Free time (Ralf Scheepers) (5:01)
9. Heading for tomorrow (Kai Hansen) (14:30)
10. Look at yourself (Ken Hensley) (4:42)

Bonustrack op de Japanse versie
1. "Mr. Outlaw" (Ralf Scheepers) – 4:09

Bonustracks bij heruitgave in 2002
1. "Mr. Outlaw" (Ralf Scheepers) – 4:09
2. "Lonesome Stranger" (Kai Hansen) – 4:58
3. "Sail On" (Kai Hansen) – 4:24

- "Look At Yourself" staat alleen op de cd-uitvoering van het album
- De drie bonustracks van de heruitgave in 2002 staan ook de Heaven Can Wait EP.

## Achtergrondinformatie bij nummers
Het openingsnummer, Welcome, is een kort instrumentaal stuk dat voortborduurt op de openingsnummers van de albums Keeper Of The Seven Keys Part 1 en Part 2 van Helloween.
Het intro van het nummer Money, en dan met name de gitaarriff, is geïnspireerd door Keep yourself alive van Queen. Verderop in het nummer komt een drumsolo voor die ook invloeden van Queen kent.
Het gitaarintro van The silence is dezelfde melodielijn als in het nummer Somebody to Love, eveneens van Queen. In het originele nummer wordt het intro echter op piano gespeeld.
Hold your ground is gebaseerd op het werk van Richard Wagner.
Look at yourself is een cover van de Britse band Uriah Heep.

## Bandbezetting
- Zang: Ralf Scheepers
- Gitaar: Kai Hansen
- Bas: Uwe Wessel
- Drums: Mathias Burchardt

### Gastmuzikanten
- Bas: Dirk Schlächter ("Space Eater" & "Money")
- Gitaar: Tommy Newton ("Freetime")
- Drums: Tammo Vollmers ("Heaven Can Wait")
- Keyboards: Mischa Gerlach